# Andrena medeninensis
Andrena medeninensis är en biart som beskrevs av Pérez 1895. Andrena medeninensis ingår i släktet sandbin, och familjen grävbin. Inga underarter finns listade i Catalogue of Life.